# Trichothiodystrophie
 Mise en garde médicale
La trichothiodystrophie (ou TTD) est un groupe hétérogène de maladies génétiques rares.
Les principaux syndromes affectent principalement les organes issus du neuro-ectoderme avec presque toujours une chevelure éparse et cassante, souvent accompagnée d'une ichtyose congénitale.
Cette maladie est cousine du syndrome portant le nom de « maladie des enfants de la Lune », aussi connu sous le nom de xeroderma pigmentosum. La séquence génétique incorrecte est identifiée sur le chromosome 19 dans les 2 cas, quadrant 13. Dans certains cas, la TTD se présente aussi sous la forme d'une photo-sensibilité importante, mais sans commune mesure avec son cousin le xeroderma. Dans la plupart des cas, la TTD montre surtout des problèmes de peau importants (ichtyoses et eczéma) et des cheveux ultra-cassants (en raison d'une carence en composés soufrés, ce qui lui a donné son nom de trichothiodystrophie)[réf. nécessaire].